# محمد بشناق (فنان تشكيلي)
محمد بشناق (1934 – 26 مايو 2017) فنان تشكيلي فلسطيني، يعد أحد رموز الحركة التشكيلية في فلسطين والأردن والكويت، وقد عُرِفَ بغزارة إنتاجه الفني، وهو حاصل على عدد من الجوائز.

## سيرته
ولد محمد بشناق في قرية الشيخ في قضاء حيفا عام 1934، وبعد نكبة العام 1948 انتقل إلى الضفة الغربية، والتحق بمعهد خضوري في مدينة طولكرم حيث حصل منه على شهادة الدبلوم في مجال "التأهيل التربوي".
سافر إلى الكويت عام 1954 حيث عمل معلمًا في عدد من المدارس هناك، وأقام عام 1956 أول معرض له ليكون أول معرض تشكيلي يقام في الكويت، ثم أقام معرضًا آخر في العام 1958، وفي عام 1960 ساهم في الكويت في تأسيس مؤسسة المرسم الحر التابعة لإدارة المعارف الكويتية. في عام 1990 انتقل للإقامة من الكويت إلى العاصمة الأردنية عمان.

## جوائز
حصل بشناق على عدد من الجوائز والتكريمات، منها:
- الميدالية الفضية للنحت، عام 1972، عن العمل النحتي الذي شارك فيه بالمعرض العام الرابع في الكويت.[1]
- الميدالية البرونزية للنحت، عن مشاركته في المعرض الفني الأول لجمعية المعلمين الكويتية.[1]
- الميدالية البرونزية للنحت، عام 1974، عن مشاركته في المعرض الخامس في الكويت.[1]
- الجائزة الثانية لمعرض الكويت السادس للفنانين التشكيليين العرب، عن مشاركته بتمثال "الصمود والمقاومة".[1]
- الجائزة الثانية لمعرض الكويت السابع للفنانين التشكيليين العرب، عن مشاركته بلوحة "الصرخة".[1]
- الجائزة الثالثة للرسم لبينالي الإسكندرية، عام 1984.[1]

## وفاته
توفي محمد بشناق في العاصمة الأردنية عمان بتاريخ 26 مايو 2017 عن عمرٍ ناهز 83 عامًا.

## قالوا عنه
- رئيس رابطة التشكيليين الأردنيين الأسبق غازي إنعيم قائلًا عن محمد بشناق: "أحد الفنانين العرب القلائل الذين جمعوا بين الثقافة والفكر الفني الواعي، وصاحب تاريخ فني طويل حافل بالأعمال التي تمثل حالة خاصة في حركة النحت العربي، وهو من بين الذين أثروا الساحتين التشكيليتين الأردنية والكويتية بكثير من الأعمال التي أسهمت في وضع اللبنات الأولى فيهما".[2]

- الناقد السوري في الفن التشكيلي راتب غوثاني قائلًا: "إن الفنان محمد بشناق قد اهتدى إلى نحت أسلوب خاص، تفادى به تكرار مرجعيات الغير من المبدعين، متجنبًا السقوط في فوضى الأشكال الهجينة، وتجربته تمتلك خصوصية ذاتية مستقلة عن مؤثرات أخرى مباشرة".[3]